# Résolution 128 du Conseil de sécurité des Nations unies
Membres permanents
- Chine (Taïwan)
- États-Unis
- France
- Royaume-Uni
- URSS

Membres non permanents
- Canada
- Colombie
- Iraq
- Japon
- Panama
- Suède

Résolution no 127 Résolution no 129
La résolution 128 du Conseil de sécurité des Nations unies est une résolution du Conseil de sécurité des Nations unies adoptée le 11 juin 1958.
Cette résolution, la deuxième de l'année 1958, relative à une plainte du Liban, après avoir entendu la plainte du représentant du Liban et la réponse de celui de la République arabe unie, 
- décide d'envoyer un groupe d'observateurs au Liban pour faire en sorte qu'il n'y ait pas de transfert d'armes ou de personnes à travers la frontière libanaise,
- autorise le secrétaire général à prendre des mesures à cet effet,
- invite le groupe d'observateurs à tenir informé le Conseil de sécurité par l'intermédiaire du secrétaire général.

La résolution a été adoptée par 10 voix, avec une abstention (Union des républiques socialistes soviétiques).

## Texte
- Résolution 128 sur fr.wikisource.org
- Résolution 128 sur en.wikisource.org